# Hauptpost Lausanne

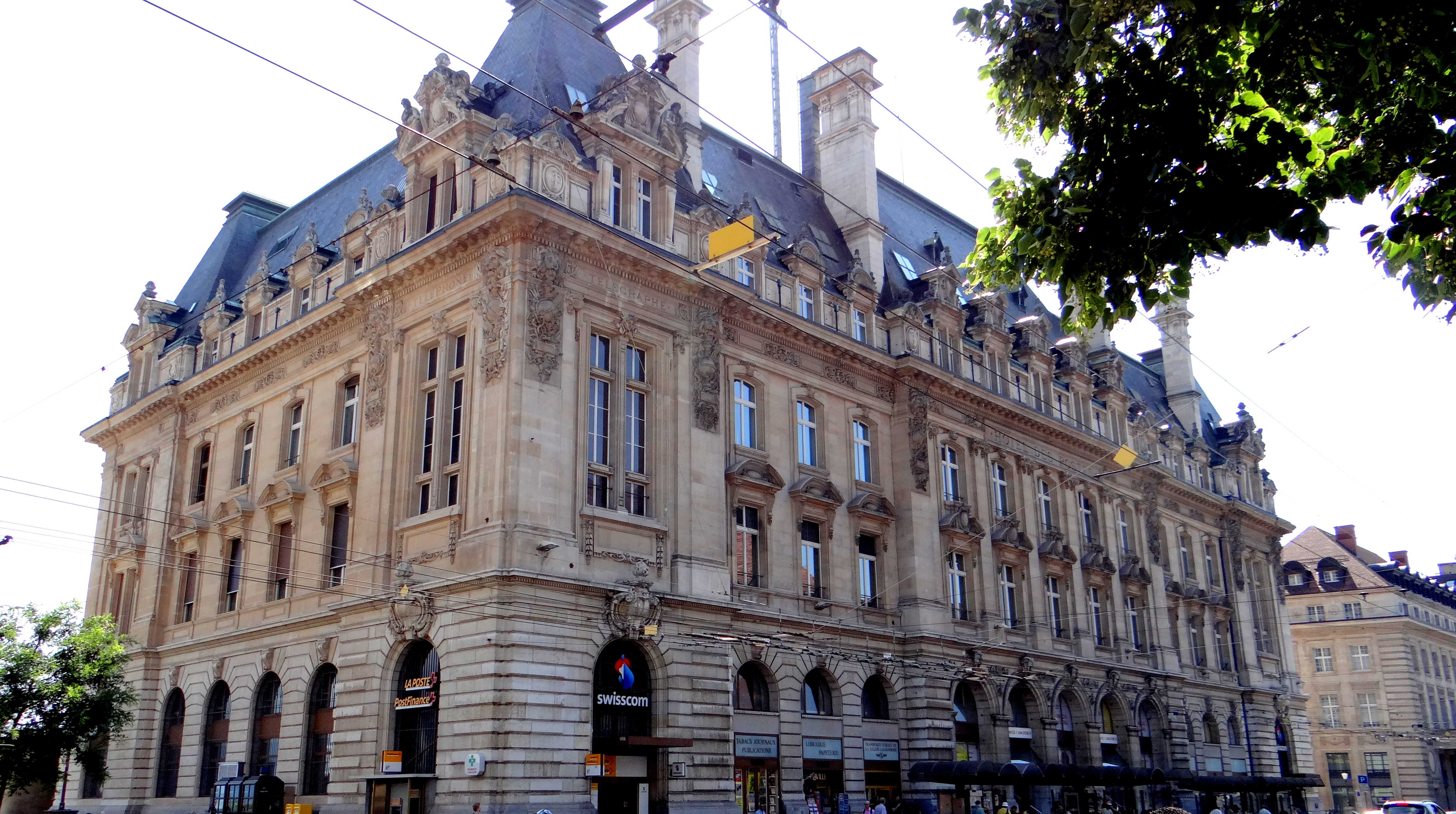
Hauptpost Lausanne

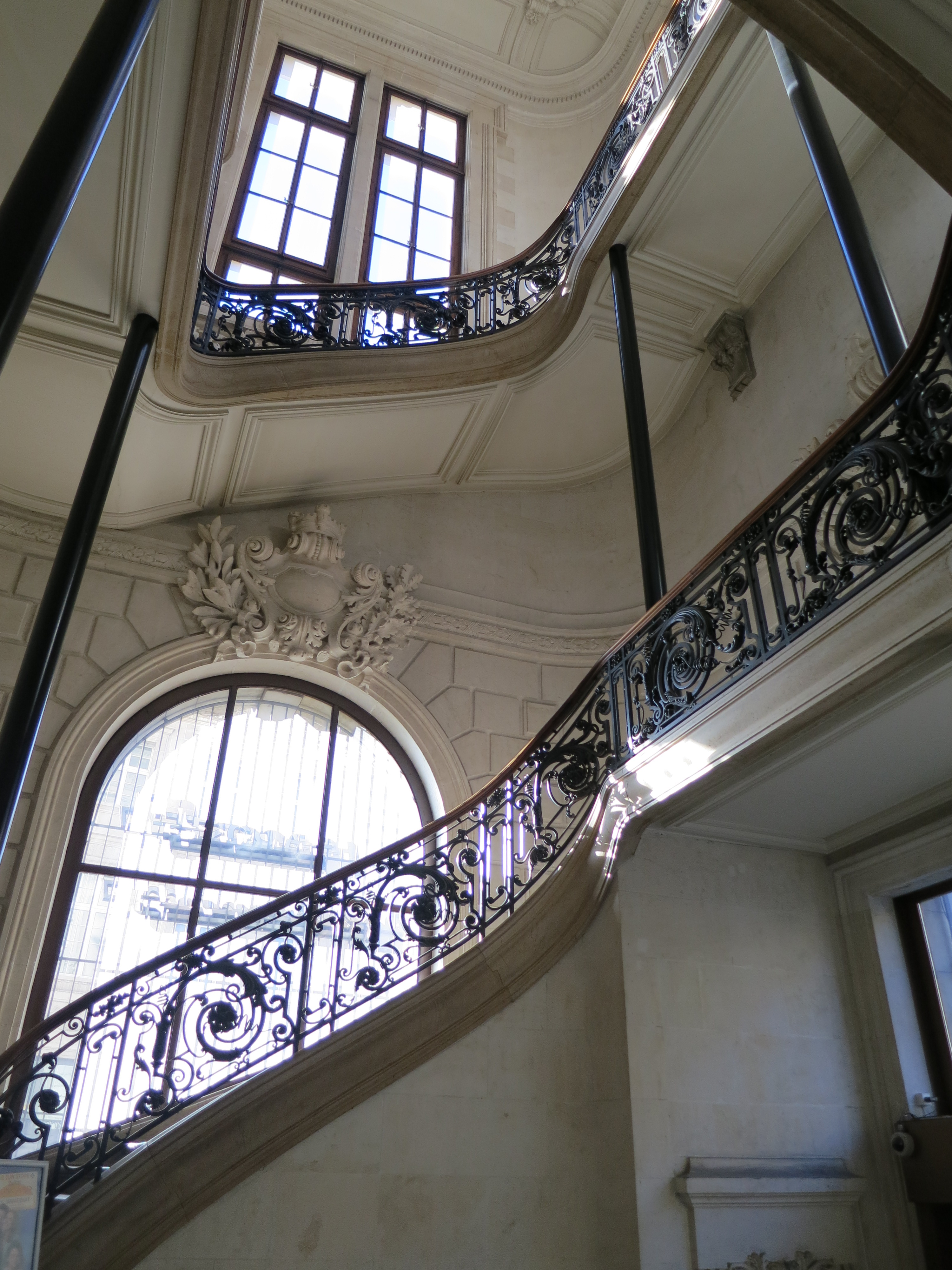
Innenansicht eines Treppenhauses

Die Hauptpost Lausanne (ex Hótel des postes) ist das zentrale Postamt des Hauptorts des Kantons Waadt, Lausanne und wurde von der Eidgenössischen Postverwaltung 1903 an dominanter Stelle auf dem Place Saint-François 15 im Quartier du Bourg errichtet. Es befindet sich gegenüber der reformierten Église Saint-François an einem der geschäftigsten Plätzen der Stadt. Die Grösse und bauliche Ausstattung zeugt von der Bedeutung, die die Postverwaltung dem Neubau beimass. Wie auch in anderen Schweizer Städten veränderte er das urbane Gepräge jener Zeit massgeblich. Durch seine exponierte Hanglage ist seine Rückseite auch vom Genfersee aus gut sichtbar. Neben der Post beherbergt es auch die Zollverwaltung.

## Geschichte
Als Vorgängergebäude existierte das 1803 eingeweihte ehemalige Waffenamt (Maison Grenier). Das Haus musste dem zunehmenden Verkehr weichen, insbesondere der Durchleitung der Lausanner Strassenbahn. Der in einem Wettbewerb ausgelobte Nachfolgebau vom Architekten Eugène Jost wurde 1900 eröffnet und gewann den ersten Preis eines renommierten Architekturwettbewerbs. Der ursprüngliche Plan sah den Bau eines Turmes zur Telefonübertragung vor, der aber nach Ansicht der Stadt Lausanne zu sehr in Konkurrenz zum dahinter liegenden Turm der Kirche Saint-François gestanden hätte.
Das Gebäude ist mehrfach umgebaut und renoviert worden: 1920, 1936/38, 1940er-Jahre, 1960/64 und 1974. Die Originalbaupläne und Konstruktionsunterlagen sind noch erhalten, jedoch schlecht lesbar. Aus diesen Plänen geht auch der projektierte Telefonturm hervor.

## Baustil
Der Bau ist ganz im Stil der Beaux-Arts gehalten, wie er auch in Frankreich geschätzt wurde. Im Kern besteht das Bauwerk aus Stahlbeton, nach aussen verkörpert es eklektischen Historismus. Jost stellt mit der Verwendung weissen Steins Bezug auf die Renaissance-Schlösser der Loire und betont das Hochdach durch Schornsteine und Oberlichter, der architektonische Wortschatz, mit dem der Erbauer sein Werk ornamental-manieristisch krönt.
Auch das Innere wurde aufwändig gestaltet. Gusseiserne Säulen mit und reich verschlungene Girlanden an den metallenen Treppengeländern sowie Stuckkassettendecken und ornamentale Bouquets an den Wänden prägen das Bild. Die repräsentativen Räume sind baulich unversehrt und in gutem Renovationsstand. Das Gebäude ist Bestandteil des Schweizerischen Inventars der Kulturgüter (Nummer 6198).